# Mary Bain
Mary Bain (* 8. August 1904 in Ungarn; † 26. Oktober 1972 in New York City) war eine US-amerikanische Schachspielerin.
Mary Bain wurde 1937 in Stockholm beim Titelkampf um die Schachweltmeisterschaft der Frauen Fünfte unter 26 Teilnehmerinnen, beim Kandidatenturnier Moskau 1952 zur Schachweltmeisterschaft der Frauen 1953 landete sie auf dem 14. Platz von 16 Teilnehmerinnen.
1951 wurde Bain US-amerikanische Landesmeisterin der Frauen. 1952 erhielt sie vom Weltschachbund den Titel Internationaler Meister der Frauen (WIM). 1963 nahm sie mit den USA an der Schacholympiade der Frauen teil.